# Ревда (Мурманская область)
Ре́вда — посёлок городского типа в Ловозерском районе Мурманской области, самый крупный населённый пункт района. Также является центром и единственным населённым пунктом одноимённого городского поселения.
Население — 6321 чел. (2023).
Распоряжением Правительства РФ от 29.07.2014 № 1398-р (ред. от 13.05.2016) «Об утверждении перечня моногородов», включен в список моногородов Российской Федерации с наиболее сложным социально-экономическим положением..

## История
Посёлок Ревда основан в 1950 году в связи с началом добычи и переработки лопаритовой руды (используется для производства тантала, ниобия и др.).
Название посёлок получил от расположенного поблизости небольшого озера. В переводе с саамского — «яма, или место сбора оленей и лосей в период осеннего гона».
Градообразующим предприятием стал Ловозерский горно-обогатительный комбинат, в состав которого входят подземные рудники Карнасурт и Умбозеро. Также в посёлке находится исправительная колония строгого режима ФКУ ИК-23 УФСИН России (ранее — ОЮ-241/23). В 11 км от Ревды был построен один из передатчиков системы дальней радионавигации РСДН-20.

## Население
| 1959  | 1970  | 1979  | 1989    | 2002    | 2009  | 2010  | 2011  | 2012  |
| ----- | ----- | ----- | ------- | ------- | ----- | ----- | ----- | ----- |
| 4650  | ↘4524 | ↗8663 | ↗13 820 | ↘10 368 | ↘9434 | ↘8414 | ↘8401 | ↘8186 |
| 2013  | 2014  | 2015  | 2016    | 2017    | 2018  | 2019  | 2020  | 2021  |
| ↘8122 | ↘7979 | ↘7908 | ↘7822   | ↗7873   | ↗8004 | ↘7923 | ↗8002 | ↘6394 |
| 2023  |       |       |         |         |       |       |       |       |
| ↘6321 |       |       |         |         |       |       |       |       |

Численность населения, проживающего на территории населённого пункта, по данным Всероссийской переписи населения 2010 года составляет 8414 человек, из них 4506 мужчин (53,6 %) и 3908 женщин (46,4 %).
Национальный состав
По итогам переписи населения 2020 года проживали следующие национальности (национальности менее 0,1 % и другое, см. в сноске к строке «Другие»):
| Национальность | Численность, чел. | Доля     |
| -------------- | ----------------- | -------- |
| Русские        | 4804              | 75,13 %  |
| Украинцы       | 334               | 5,22 %   |
| Саамы          | 152               | 2,38 %   |
| Коми           | 113               | 1,77 %   |
| Белорусы       | 64                | 1,00 %   |
| Мордва         | 31                | 0,48 %   |
| Татары         | 22                | 0,34 %   |
| Азербайджанцы  | 19                | 0,30 %   |
| Карелы         | 17                | 0,27 %   |
| Лезгины        | 12                | 0,19 %   |
| Молдаване      | 10                | 0,16 %   |
| Немцы          | 10                | 0,16 %   |
| Чуваши         | 9                 | 0,14 %   |
| Башкиры        | 8                 | 0,13 %   |
| Табасараны     | 7                 | 0,11 %   |
| Ненцы          | 7                 | 0,11 %   |
| Казахи         | 7                 | 0,11 %   |
| Другие         | 768               | 12,00 %  |
| Итого          | 6394              | 100,00 % |

## Транспорт

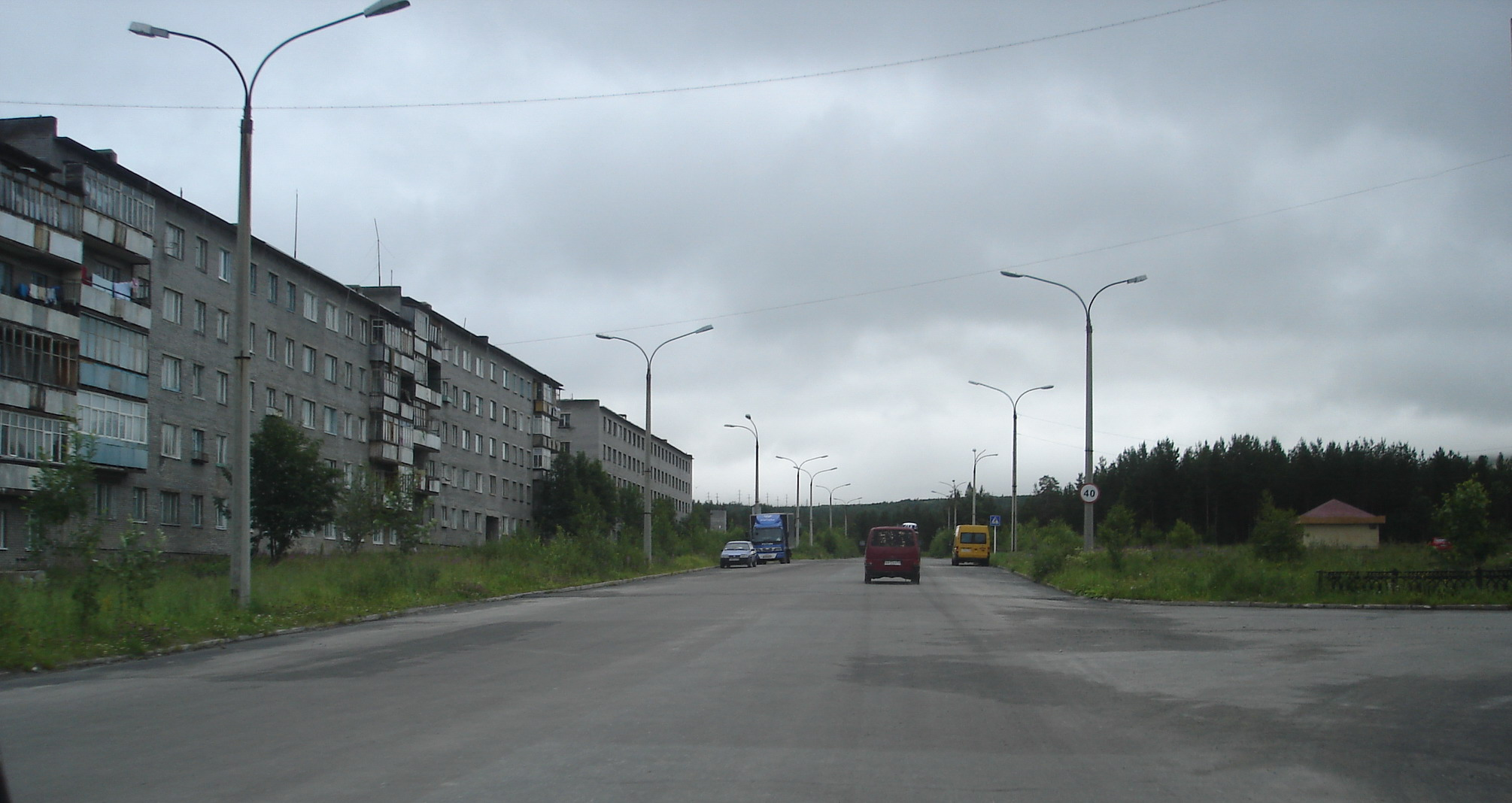
Улица в посёлке

Посёлок связан регулярным автобусным сообщением с городами Оленегорском и Мурманском. Ближайший аэропорт межобластного значения находится в 12 км к югу от Апатитов. Аэропорт внутриобластного значения, обслуживающий сейчас в основном вертолёты, в селе Ловозеро, что в 30 км на восток. Ближайшая пассажирская железнодорожная станция расположена в 65 км по автомобильной дороге в городе Оленегорске. В посёлке до 2007 года действовала железнодорожная станция Ловозеро — конечный пункт ведомственной железной дороги от станции Айкувен в окрестностях Кировска, проходившей по берегу самого глубоководного в Мурманской области озера Умбозеро. В 2007 году железная дорога была разобрана.
По проекту 1941 и 1948 годов через Ревду должна была пройти Кольская железная дорога к незамерзающей бухте Иоканьга. К 1952 году было построено 60 км, и на протяжении 150 км отсыпана насыпь. После смерти Сталина работы были прекращены, и позднее была проложена ветка только до Ревды.

## Люди, связанные с посёлком
В Ревде проживал саамский писатель и поэт Аскольд Бажанов, а также саамская поэтесса Октябрина Воронова.